# Yves Tanguy
Yves Tanguy (Parijs, 5 januari 1900 – Woodbury (Connecticut), 15 januari 1955) was een Franse kunstschilder. Hij behoort tot de stroming van het surrealisme. 

## Biografie
Tanguy werd geboren in Parijs, zijn ouders waren van Bretonse afkomst. Op 18-jarige leeftijd ging hij als matroos varen op de Franse koopvaardij. Van zijn 20e tot zijn 22e diende hij als dienstplichtig militair bij de Franse infanterie. Na het voltooien van zijn dienstplicht leidde hij een zwerversbestaan waarbij hij continu van baan wisselde. 
Zoals vele surrealisten ervoer ook hij een ingrijpende wending toen hij in 1924 bij toeval een schilderij van de Italiaanse metafysische kunstschilder Giorgio de Chirico zag hangen. Tanguy, die tot dan toe nog nooit een penseel had vastgehouden, werd op slag verliefd op de schilderkunst en begon meteen zelf ook te schilderen. 
Tanguy volgde geen enkele opleiding maar was een autodidact die binnen een jaar een hoog niveau van olieverfschilderen wist te verwerven. In 1925 deed hij mee aan een expositie en niet veel later kwam hij in aanraking met de surrealistische beweging, een avant-garde organisatie waartoe ook andere schilders zoals Salvador Dali, Joan Miró en Max Ernst behoorden. De beroemde literator en kunsthandelaar André Breton contracteerde Tanguy. Hij kreeg een vast salaris als hij twaalf schilderijen per jaar maakte; deze schilderijen gingen dan naar Breton die ze vervolgens verkocht. 
Hij slaagde er niet om dit minimum van twaalf schilderijen te halen. Dit was vooral te wijten aan Tanguy's kleine appartement waarin maar een schilderij tegelijk kon drogen. Tanguy gebruikt namelijk de glaceertechniek, een techniek waarbij de verf, die laag voor laag werd aangebracht, eerst moest drogen. Bovendien stond Tanguy bekend als een bezeten perfectionist die helemaal opging in de details van zijn schilderijen. Toen Tanguy aan het eind van het jaar nog maar acht schilderijen af had, verbrak Breton het contract. Tanguy weigerde vanaf dat moment nog langer commercieel werk te doen en koos voor een bohémiense levensstijl. 
In de jaren '30 werd het surrealisme steeds minder populair, en Tanguy's reputatie als kunstschilder liep achteruit. In 1938 trad hij in het huwelijk met de Amerikaanse kunstenares Kay Sage. Dit was voor Tanguy de reden om naar de Verenigde Staten te emigreren, een land waar het surrealisme wel nog populair was. In de Verenigde Staten beleefde Tanguy zijn succesvolste en productiefste periode. In deze tijd maakte hij ook zijn beroemdste werken. Tanguy overleed in 1955 aan een hersenbloeding.

## Schilderstijl
Tanguy maakte tijdens zijn gehele carrière nagenoeg stilistisch identieke schilderijen. Hij had een geheel eigen schilderwijze ontwikkeld waarmee hij ook nogal afweek van andere surrealisten. Terwijl de andere surrealisten er vaak voor kozen om bestaande voorwerpen en herkenbare figuren op een vervreemdende wijze met elkaar te combineren, koos Tanguy voor volledig abstracte voorwerpen. De schilderijen van Tanguy zijn overigens niet abstract, maar juist een zeer figuratieve en realistisch geschilderde weergave van een abstracte voorstelling. 
Een schilderij van Tanguy bestaat vaak uit een enorm vlak landschap, vaak een soort woestijn, waarbij de horizon erg vaag is. Hierdoor lijkt het landschap eindeloos ver te zijn. Voor het landschap gebruikt Tanguy maar twee soorten kleur, vaak grijs of bruin. Door de vele overgangen van licht naar donker slaagt hij erin een enorme diepte in het landschap te creëren. 
In het immens lege landschap staan allerlei vreemde objecten of figuren. De vormen van deze objecten variëren van glad en rond tot hoekig en langwerpig. Door grote voorwerpen op de voorgrond te plaatsen en kleinere op de achtergrond ontstaat er een dieptewerking. De figuren hebben vaak felle kleuren waardoor ze tegen de achtergrond afsteken, vaak hebben ze ook extreem lange schaduwen.
Interpretatie van deze vormen is hachelijk omdat Tanguy de voorwerpen vanuit het onbewuste van de geest opriep. Tijdens het maken van de schets tekende hij de vormen vaak met zijn ogen dicht, zonder er nader bij na te denken. Er zit geen duidelijke betekenis achter. Heel soms zijn er wel vormen te herkennen, zoals een vishengel of een amoebe, maar deze gelijkenis berust volgens Tanguy op louter toeval. 
- Auckland Art Gallery Toi o Tāmaki: 1006
- Bibsys: 90227529
- Biblioteca Nacional de España: XX1464139
- Bibliothèque nationale de France: cb120276215 (data)
- Catàleg d'autoritats de noms i títols de Catalunya: 981058514993506706
- CiNii: DA0435243X
- Gemeinsame Normdatei: 118620681
- International Standard Name Identifier: 0000 0000 8145 6333
- KulturNav: bffb0008-3569-44ed-9dd1-88817e9e139e
- Library of Congress Control Number: n50009559
- Bibliotheek van het Japanse parlement: 00458300
- Nationale Bibliotheek van Tsjechië: ola2002151599
- Nationale bibliotheek van Australië: 35538824
- Nationale Bibliotheek van Israël: 987007296365405171
- Nederlandse Thesaurus van Auteursnamen: 070138230
- Réseau des bibliothèques de Suisse occidentale: 02-A003887365
- RKD-Nederlands Instituut voor Kunstgeschiedenis: 76470
- Istituto Centrale per il Catalogo Unico: LO1V188421
- SNAC: w6qj86k0
- Système universitaire de documentation: 027560163
- Trove: 989073
- Union List of Artist Names: 500025688
- Virtual International Authority File: 66481523
- WorldCat: E39PBJgmRPQC9MY3gfJdQ9JCcP